# Carme Arenas i Noguera
Carme Arenas i Noguera (Granollers, 6 de novembre de 1954) és una escriptora, traductora i editora catalana. Fou presidenta del PEN Català del 2010 al 2018.
És llicenciada en Geografia i Història, amb especialització en Història de l'Art (1977) i en Filologia Catalana a la Universitat de Barcelona (1980) i té el grau superior en les llengües francesa, italiana i anglesa i el Màster en Direcció i Gestió de Centres Educatius, també a la Universitat de Barcelona. És Catedràtica de Literatura catalana i professora de Llengua i Literatura Catalanes a l'Institut Maragall de Barcelona. Va començar treballant com a galerista d'art i combinà l'activitat amb l'ensenyament de la història de l'art i la literatura catalana. Entre 1998 i 2008 va fer de professora-consultora a la Universitat Oberta de Catalunya (UOC). També ha exercit d'editora a Edicions 62 i de cap de redacció de la revista Catalan Writing (2006-2011). Ha traduït diversos llibres de literatura italiana. És autora i coordinadora de nombrosos llibres de text per a l'ensenyament i ha comissariat diverses exposicions relacionades amb la literatura.

## Premis i reconeixements
- Premi Crítica Serra d'Or per la traducció de l'obra La consciència de Zeno, d'Italo Svevo (1986)